# Rodolfo I da Germânia
Rodolfo I da Germânia ou Rodolfo IV de Habsburgo (Sasbach am Kaiserstuhl, 1.° de maio de 1218 – Speyer, 15 de julho de 1291) foi o primeiro Habsburgo a ocupar um trono real.
Foi eleito Rei dos Romanos, em 1273, e sua eleição pôs fim ao Grande Interregno, período de vacância do trono do Sacro Império (1245–1273), após a luta vitoriosa do Papado contra a dinastia dos Hohenstaufen, que resultou na deposição do imperador Frederico II pelo papa Inocêncio IV, em 1245.
Em sua época a ideia de monarquia imperial estava enfraquecida, de modo que Rodolfo abandonou a suas pretensões de exercer a monarquia universal, bem como de controlar a Itália. Assim, apesar de apoiado pelo papado, em virtude da instável política italiana, não chegou a ser coroado imperador.
Rodolfo I era o primogênito de Alberto IV de Habsburgo, falecido por volta de 1240.